# Basilosaurus
Basilosaurus (il cui nome significa «lucertola reale») è un genere estinto di grandi balene archeoceti vissute nell'Eocene superiore, circa 41,3-33,9 milioni di anni fa (dal Bartoniano al Priaboniano). Descritto per la prima volta nel 1834, fu il primo archeoceto, e quindi la prima balena preistorica, conosciuto dalla scienza. I fossili attribuiti alla specie tipo Basilosaurus cetoides, sono stati scoperti negli Stati Uniti. Inizialmente, si pensava appartenessero a un rettile gigante, da cui il suffisso «-saurus», che in greco antico significa «lucertola». Successivamente si scoprì che si trattava di uno dei primi cetacei, ma il nome originario venne mantenuto, come richiesto dalle regole della nomenclatura zoologica. Nel 1904 furono ritrovati fossili di una seconda specie, Basilosaurus isis, in Egitto, Sahara occidentale, Marocco, Giordania, Tunisia e Pakistan. Altri esemplari fossili sono stati rinvenuti negli Stati Uniti sudorientali e in Perù.
Si ritiene che Basilosaurus fosse comune nell'oceano Tetide di cui rappresentava il principale predatore. Si nutriva di squali, grandi pesci e altri mammiferi marini, in particolare Dorudon, un altro archeoceto simile a un delfino che sembra essere stata la sua principale fonte di cibo. I fossili suggeriscono che prediligesse acque poco profonde, soprattutto nelle zone neritiche medio-esterne del mare interno.
Il genere Basilosaurus è stato a lungo un «taxon cestino», al quale venivano assegnate varie specie di cetacei dell'Eocene. Con il tempo, molte di queste specie sono state riclassificate in generi a sé stanti o in altri generi già esistente, lasciando solo due specie valide. Basilosaurus potrebbe essere stato uno dei primi cetacei completamente acquatici, a volte indicato come pelagiceto. A differenza dei cetacei moderni, possedeva denti differenziati, come canini e molari, e probabilmente era in grado di masticare il cibo, in contrasto con i cetacei odierni che ingoiano il cibo intero.

## Scoperta e denominazione

### Etimologia

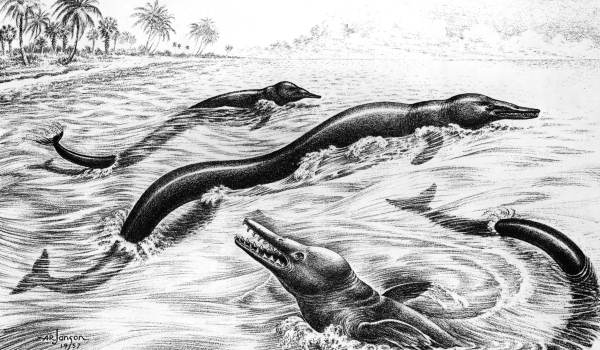
Ricostruzione obsoleta di Basilosaurus di Andrew R. Janson del 1956, che mostra una creatura più simile ad un serpente che ad un cetaceo

Il genere Basilosaurus comprende due specie riconosciute: la specie tipo Basilosaurus cetoides, i cui resti sono stati scoperti negli Stati Uniti, e Basilosaurus isis, scoperta in Egitto. L'olotipo di B. cetoides fu ritrovato nella parrocchia di Ouachita, in Louisiana. Le vertebre furono inviate all'American Philosophical Society dal giudice Henry Bry della parrocchia di Ouachita e dal giudice John Creagh della contea di Clarke, Alabama. Entrambi i fossili finirono nelle mani dell'anatomista Richard Harlan, che richiese ulteriori esemplari a Creagh. Le prime ossa vennero scoperte quando una collina ricca di conchiglie franò a causa della pioggia. Le ossa erano disposte in una linea curva, lunga oltre 400 piedi (circa 120 metri), con alcuni intervalli vuoti. Molte di queste ossa vennero utilizzate come alari e distrutte, ma Bry riuscì a salvare parte del materiale, ipotizzando che appartenessero a un «mostro marino». Tra i reperti, fornì un frammento che sembrava un dente per aiutare a determinare la natura della creatura.
Harlan inizialmente identificò il presunto dente come un guscio a forma di cuneo e si concentrò invece su una «vertebra di enormi dimensioni», che attribuì all'ordine «Enalio-Sauri di Conybeare», ritenendola parte della serie sub-cretacea. Notò somiglianze tra alcune parti della vertebra e quelle di Plesiosaurus, mentre altre ricordavano Mosasaurus, pur con proporzioni differenti. Confrontando la vertebra con quelle di grandi dinosauri come Megalosaurus e Iguanodon, Harlan stimò che l'animale fosse lungo almeno di 80-100 piedi (24-30 metri), e propose il nome Basilosaurus, che significa «lucertola reale».
Harlan portò i suoi esemplari assemblati (inclusi frammenti di mascella, denti, omero e costole) nel Regno Unito, dove li presentò all'anatomista Richard Owen. Owen osservò che i denti molari erano biradicolati, una caratteristica assente nei pesci e nei rettili, e più complessa rispetto a qualsiasi rettile conosciuto. Concluse che l'animale doveva appartenere a un mammifero. Sebbene Owen avesse correttamente associato i denti ai cetacei, ipotizzò erroneamente che si trattasse di un animale erbivoro, simile ai sireni. Per questo motivo, Owen propose di rinominare l'esemplare come Zeuglodon cetoides («denti a giogo simili a quelli delle balene», in riferimento ai denti biradicolati), e Harlan accettò la proposta.

### Wadi al-Hitan

Scheletro di B. isis, a Wadi al-Hitan

Wādī al-Ḥītān (in arabo: وادي الحيتان, «Valle delle balene») è una formazione di arenaria in Egitto famosa per l'eccezionale abbondanza di scheletri di balene primitive. La prima balena archeoceta in Egitto fu scoperta dal botanico tedesco Georg August Schweinfurth nel 1879. L'esemplare, inizialmente chiamato Zeuglodon osiris e oggi noto come Saghacetus osiris, fu rinvenuto nella Formazione Qasr el Sagha. Schweinfurth visitò la regione nel 1884 e nel 1886, mancando però di pochi chilometri il sito di Wadi al-Hitan. Il paleontologo tedesco Wilhelm Barnim Dames descrisse il materiale, incluso l'esemplare tipo di Z. osiris, costituito da un dentario ben conservato.
Hugh Beadnell, capo del Geological Survey of Egypt tra il 1896 e il 1906, nominò e descrisse Zeuglodon isis, oggi classificato come Basilosaurus isis, in un lavoro di Andrews del 1904, basandosi su una mandibola parziale e diverse vertebre ritrovate a Wadi al-Hitan. Nel 1906, Andrews descrisse un cranio e alcune vertebre di un archeoceto più piccolo, che nominò Prozeuglodon atrox, oggi noto come Dorudon atrox. Nel 1936, Kellogg trovò denti decidui in questo cranio, ipotizzando che appartenesse a un giovane di [Pro]zeuglodon isis. Questa teoria fu accettata per decenni, finché non vennero scoperti fossili completi di Dorudon adulti.
Negli anni '80, Elwyn L. Simons e Philip D. Gingerich iniziarono scavi a Qasr el-Sagha e Wadi al-Hitan, con l'obiettivo di trovare collegamenti con gli archeoceti del Pakistan. Da allora, in queste due località sono stati rinvenuti oltre 500 scheletri di archeoceti, principalmente appartenenti alla specie Basilosaurus isis e Dorudon atrox. Molti scheletri mostrano segni di morsi attribuiti al primo. Un articolo del 1990 descrisse fossili aggiuntivi, tra cui ossa degli arti posteriori, suggerendo che questi arti ridotti potessero essere utilizzati come agganci copulatori. L'area si rivelò così ricca di fossili che, in un episodio curioso, un'azienda di muratori scoprì che un blocco di pietra destinato a un bancone da tavolo conteneva una sezione trasversale di un fossile di basilosauride di 40 milioni di anni. Questo episodio contribuì ad attirare ulteriormente l'attenzione di Gingerich sull'area.
Nel 2015, è stato scoperto a Wadi al-Hitan il primo scheletro completo di Basilosaurus. Questo scheletro era conservato insieme ai resti delle sue prede, tra cui un Dorudon e diverse specie di pesci. Lo scheletro mostra segni di spazzini o predazione da parte di grandi squali, come l'otodontide Otodus sokolovi.

### Taxon cestino
In passato, il genere Basilosaurus venne spesso utilizzato come un «taxon cestino», al quale venivano attribuite numerose specie dubbie di cetacei dell'Eocene. Tuttavia, con il tempo, molte di queste specie sono state invalidate, riclassificate in generi distinti o ritenute troppo incomplete per stabilirne la validità.
Nomina dubia
Un nomen dubium è un nome scientifico la cui applicazione è incerta o dubbia. Nel caso di Basilosaurus, diversi esempi documentati mostrano come alcune specie a esso attribuite siano state successivamente dichiarate nomina dubia o invalidate:

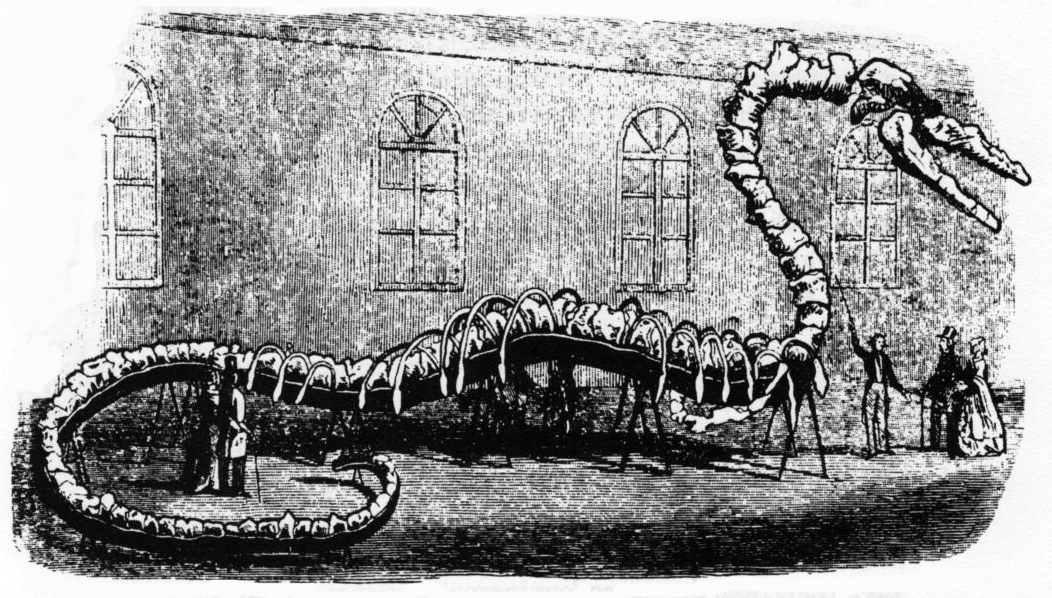
Illustrazione dello scheletro di "Hydrarchos" di Albert Koch (1845), uno scheletro formato dai resti di due Basilosaurus o Pontogeneus montati insieme e presentati come le ossa di un antico mostro marino. Lo scheletro fu distrutto durante il grande incendio di Chicago, nel 1871.

- Zeuglodon wanklyni, descritta nel 1876 sulla base di un cranio ritrovato nella Barton Cliff di Wanklyn, nel Regno Unito. Tuttavia, questo esemplare scomparve rapidamente e venne successivamente considerato un nomen nudum o sinonimizzato con Zygorhiza wanklyni.
- Zeuglodon vredense  (o vredensis), nominato nel XIX secolo sulla base di un singolo dente isolato, senza alcuna descrizione di accompagnamento. Kellogg (1936) lo dichiarò un nomen nudum.
- Zeuglodon puschi, una presunta specie proveniente dalla Polonia, nominata da Brandt (1873). Kellogg (1936) notò che si basava su una vertebra incompleta di posizione indeterminabile e dichiarò la specie invalida.
- Zeuglodon brachyspondylus, descritto da Johannes Peter Müller sulla base di alcune vertebre attribuite a «Zeuglodon hydrarchus»,[30] meglio noto come il famoso Hydrarchos del Dr. Albert Koch. Successivamente, Kellogg (1936) lo sinonimizzò con Pontogeneus priscus, ma uno studio del 2005 dichiarò quest'ultimo un nomen dubium.[31]

Specie riassegnate
- Basilosaurus drazindai: nominato in uno studio del 1997 sulla base di una singola vertebra lombare, si pensava originariamente che questa specie abitasse il Pakistan e il Regno Unito.[32] In seguito è stato dichiarato un nomen dubium da Uhen (2013), ma Gingerich e Zouhri (in stampa) l'hanno riassegnato al genere Eocetus. Prima della riclassificazione, era considerato uno degli esemplari più antichi del genere Basilosaurus.[33][34]
- Zeuglodon elliotsmithii, Z. sensitivius e Z. zitteli: queste specie sono state sinonimizzate e raggruppate sotto il genere Saghacetus in uno studio del 1992.[35]
- Zeuglodon paulsoni: scoperto in Ucraina (allora parte dell'Impero russo), fu nominato da Brandt (1873). Successivamente, fu sinonimizzato con il genere Platyosphys, ma oggi è considerato un nomen dubium. Tuttavia, Gingerich e Zouhri (in stampa) mantengono Platyosphys come valido.[34][36]
- Basilosaurus caucasicus: anche noto come Basilosaurus caucasicum o Zeuglodon caucasicum, questa specie fu descritta nel 1890 nel Caucaso.[37] I fossili sono stati successivamente riassegnati alla balena dentata Microzeuglodon caucasicum.[38]
- Basilosaurus harwoodi: scoperto nel fiume Murray, vicino a Wellington, in Australia meridionale, questa classificazione fu oggetto di controversie. T.S. Hall (1911) lo collocò nel genere Metasqualodon.[39][40]
- Alabamornis gigantea: nel 1906, il naturalista tedesco Othenio Abel ipotizzò che un fossile descritto nel 1900 come osso dell'anca di Basilosaurus dallo zoologo americano Frederic Augustus Lucas fosse in realtà la spalla di un grande uccello simile a Gastornis. Abel nominò l'esemplare Alabamornis gigantea. Tuttavia, nel 1908, Lucas respinse questa conclusione e riaffermò che il fossile rappresentava un osso dell'anca di Basilosaurus.[41][42]

## Descrizione
Basilosaurus è uno dei più grandi animali conosciuti vissuti tra l'estinzione K-Pg, avvenuta 66 milioni di anni fa, e circa 15 milioni di anni fa, quando i cetacei moderni iniziarono a raggiungere le dimensioni giganti per cui sono noti oggi. La specie tipo, Basilosaurus cetoides, raggiungeva una lunghezza compresa tra 17 e 20 metri e un peso superiore a 5,8 tonnellate. Basilosaurus isis, invece, misurava tra i 15 e i 18 metri, ma pesava quasi 6,5 tonnellate. Queste caratteristiche fanno di Basilosaurus la più grande balena archeoceta conosciuta.
Basilosaurus si distingue dagli altri generi di basilosauridi per le sue dimensioni maggiori e per le vertebre toraciche posteriori, lombari e caudali anteriori particolarmente allungate. Inoltre, a differenza di altri basilosauridi come Basiloterus, non possedeva metapofisi orientate verticalmente.
Prima del ritrovamento di uno scheletro completo di Basilosaurus nel 2015, la struttura completa della colonna vertebrale dell'animale era pressoché sconosciuta, e diversi tentativi di ricostruzione erano stati effettuati basandosi su scheletri parziali. Kellogg (1936) stimò un totale di 58 vertebre, basandosi su due scheletri parziali non sovrapposti di B. cetoides trovati in Alabama. Tuttavia, fossili più completi scoperti in Egitto negli anni '90 permisero una stima più accurata: la colonna vertebrale di B. isis è stata ricostruita utilizzando tre scheletri sovrapposti, rivelando un totale di 70 vertebre. La formula vertebrale fu interpretata come 7 cervicali, 18 toraciche, 20 lombari e sacrali, e 25 caudali. Si presume che la formula vertebrale di B. cetoides fosse simile.

### Cranio

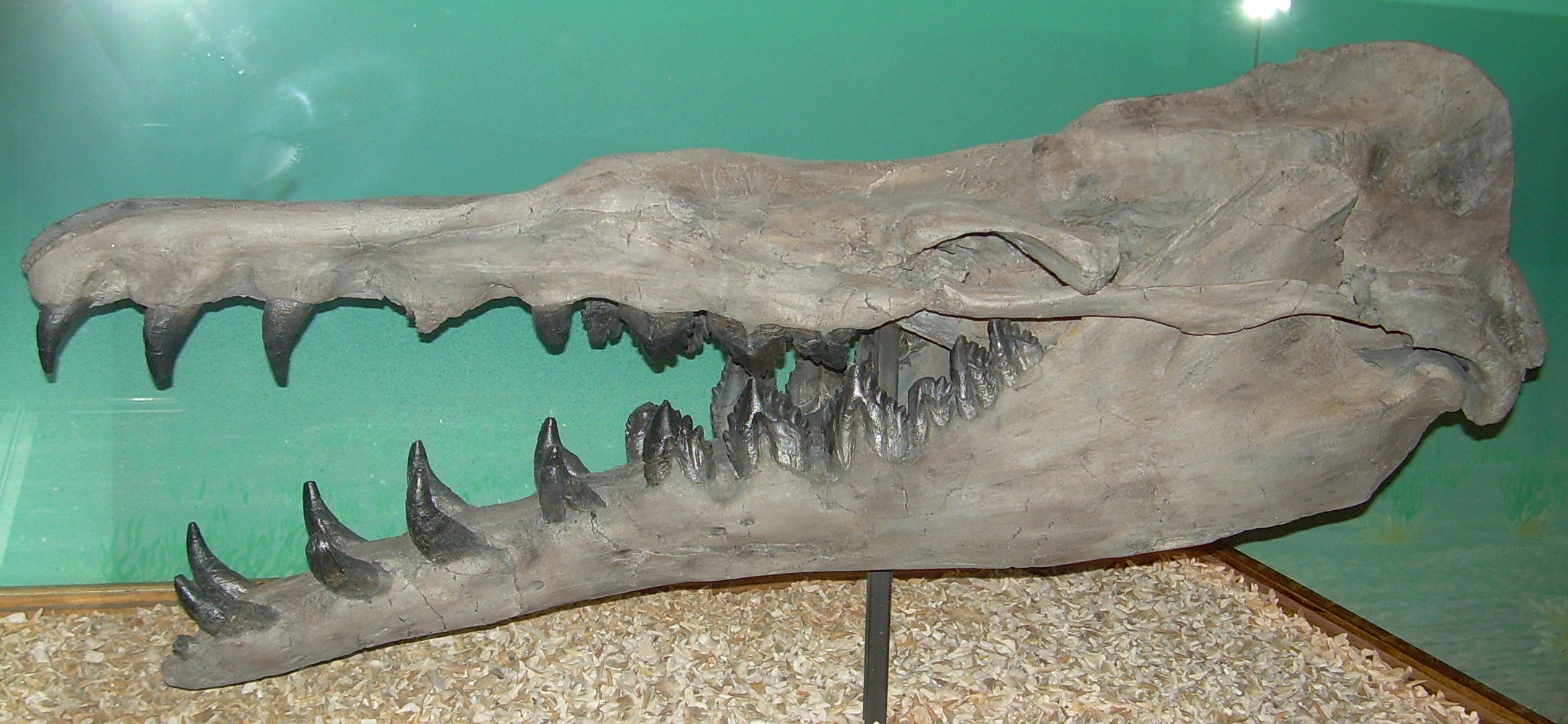
Cranio di B. cetoides, al North American Museum of Ancient Life

La formula dentale di Basilosaurus isis è
| 3.1.4.2 |
| 3.1.4.3 |

I molari superiori e inferiori, insieme ai secondi, terzi e quarti premolari, avevano radice doppia e corona alta. Nella parte anteriore delle mascelle erano presenti denti simili ad arpioni, probabilmente utilizzati per azzannare e trattenere le prede, mentre nella parte posteriore si trovavano denti seghettati, adatti a frantumare il cibo.
La testa di Basilosaurus non aveva spazio sufficiente per ospitare un melone, come avviene nelle moderne balene dentate, e il suo cervello era relativamente piccolo. Per questo motivo, si ritiene che non fosse in grado di usare l'ecolocalizzazione o le dinamiche sociali complesse dei cetacei attuali. Tuttavia, uno studio del 2011 ha dimostrato che il cranio di Basilosaurus era asimmetrico, una caratteristica tipica dei moderni odontoceti. Precedentemente, si pensava che fosse simmetrico, come nei misticeti e negli artiodattili. Sebbene l'asimmetria nei cetacei moderni sia legata alla produzione di suoni ad alta frequenza e all'ecolocalizzazione, si ritiene che in Basilosaurus questa caratteristica fosse funzionale solo per rilevare suoni sott'acqua, grazie alla presenza di un cuscinetto di grasso nella mandibola per la ricezione dei suoni.
Nel cranio, l'orecchio interno e medio erano racchiusi da una densa bolla timpanica. Il sistema sinapomorfo dei seni aerei nei cetacei era parzialmente presente nei basilosauridi, inclusi i seni pterigoidei, peribullari, mascellari e frontali. L'osso periotico, che circonda l'orecchio interno, era parzialmente isolato. Il canale mandibolare era ampio e fiancheggiato lateralmente da una sottile parete ossea, chiamata osso pan o finestra acustica. Queste caratteristiche consentivano ai basilosauridi di percepire direzionalmente i suoni in acqua.
L'orecchio dei basilosauridi era più avanzato rispetto a quello degli archeoceti primitivi, come i remingtonocetidi e i protocetidi, grazie all'isolamento acustico fornito dai seni pieni d'aria tra l'orecchio e il cranio. Tuttavia, l'orecchio di Basilosaurus possedeva ancora un ampio meato uditivo esterno, ridotto nei cetacei moderni. Sebbene probabilmente fosse funzionale, si pensa che il meato fosse di utilità limitata sott'acqua.

### Arti posteriori

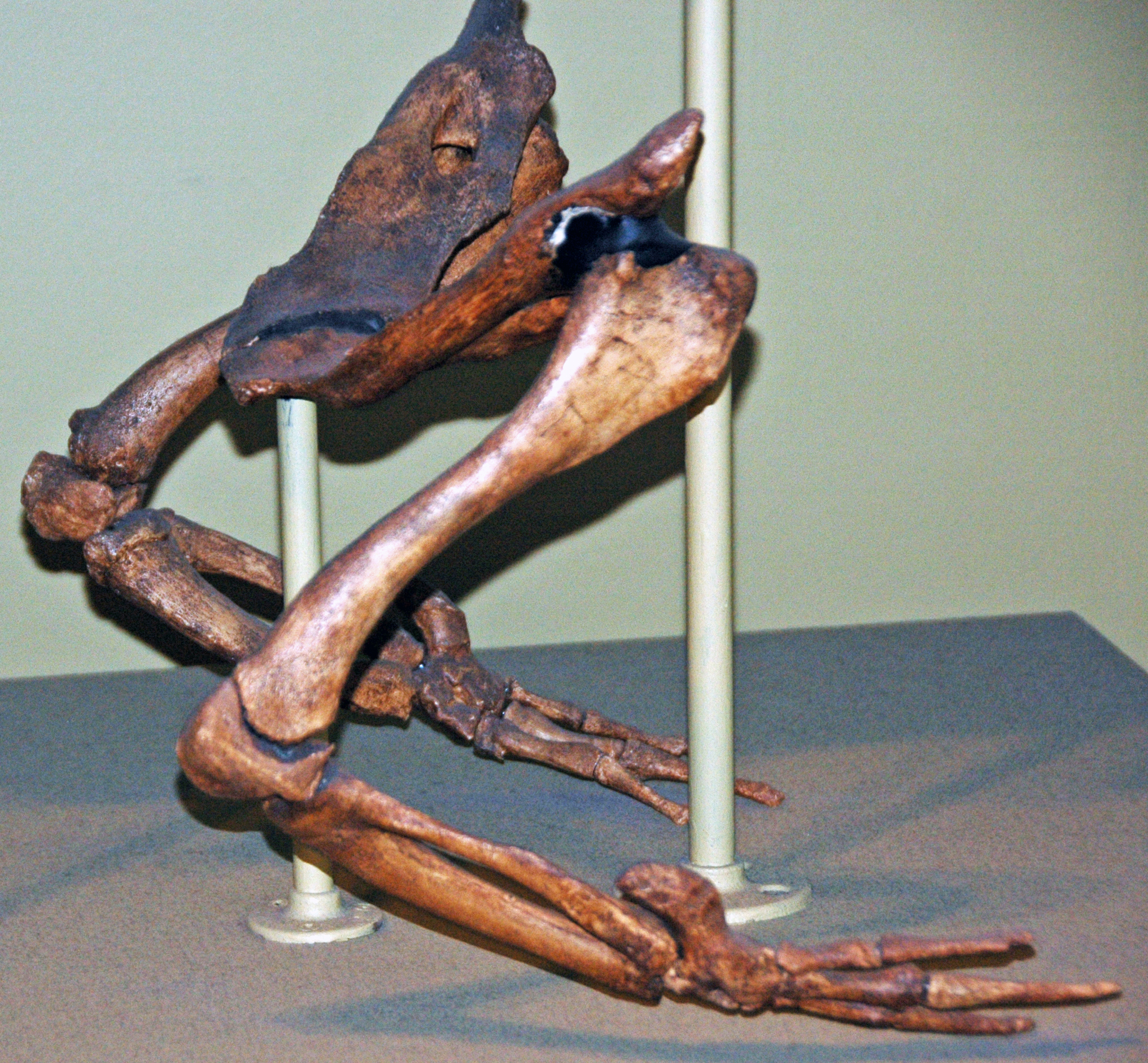
Arti posteriori di B. sp.

Gli arti anteriori di Basilosaurus si erano evoluti in pinne corte e rotondeggianti, ma mantenevano ancora una struttura articolata con la presenza di un gomito, simile a quello delle moderne foche. Questo riflette una transizione evolutiva in cui le funzioni locomotorie terrestri erano state completamente abbandonate, ma alcune caratteristiche anatomiche erano ancora presenti. Nonostante il suo stile di vita completamente acquatico, Basilosaurus conservava gli arti posteriori, sebbene estremamente ridotti e vestigiali. Un esemplare di Basilosaurus isis lungo 16 metri presentava arti posteriori di circa 35 centimetri, con tarsali fusi e dotati di tre dita. La mancanza di un'articolazione con le vertebre sacrali e le dimensioni ridotte di questi arti rendono altamente improbabile un ruolo locomotorio. Analisi biomeccaniche hanno dimostrato che gli arti posteriori erano capaci di assumere rapidamente solo due posizioni, limitandone ulteriormente l'utilità funzionale. Tuttavia, l'apparente inutilità di queste strutture non esclude del tutto una funzione. È stato ipotizzato che gli arti posteriori potessero avere un ruolo nella riproduzione, simile a quello degli speroni pelvici presenti in alcuni serpenti moderni, come i pitoni. Questi speroni, vestigia degli arti, vengono utilizzati per stabilizzare il corpo durante l'accoppiamento. In modo analogo, i piccoli arti posteriori di Basilosaurus potrebbero essere serviti per guidare e stabilizzare i loro lunghi corpi durante l'accoppiamento.

## Classificazione

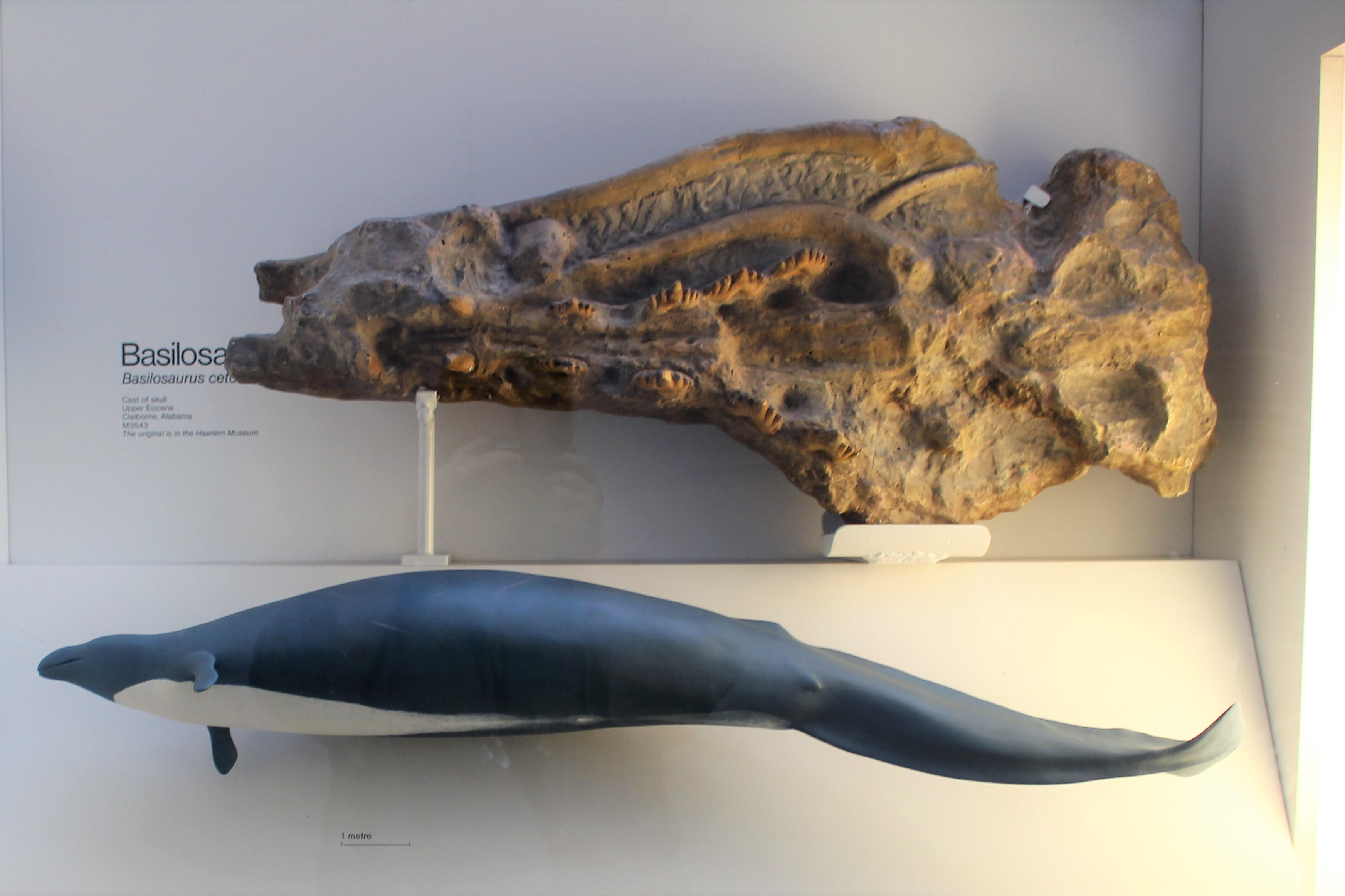
Cranio e ricostruzione di B. cetoides

Basilosaurus appartiene alla famiglia Basilosauridae, che comprende due sottofamiglie principali: Basilosaurinae, a cui apprtiene Basilosaurus, e Dorudontinae. Tuttavia, in passato questi gruppi sono stati dichiarati non validi o considerati controversi. Un'errata interpretazione iniziale portò a considerare i fossili di Dorudon come esemplari giovani di  Basilosaurus. Questa ipotesi fu successivamente smentita, con studi che dimostrarono significative differenze morfologiche tra i due generi. Mentre Basilosaurus era caratterizzato da una struttura corporea molto allungata e vertebre allungate per la locomozione ondulatoria, Dorudon presentava un corpo più compatto e vertebre proporzionate, riflettendo un diverso adattamento locomotorio.
|  | \| \| †Basilosaurus \| \| \| \| \| \| †Basiloterus \| \| \| \| \| \| †Eocetus \| \| \| \| |
|  |                                                                                           |
|  | †Platyosphys                                                                              |
|  |                                                                                           |
|  | †Basilosaurus                                                                             |
|  |                                                                                           |
|  | †Basiloterus                                                                              |
|  |                                                                                           |
|  | †Eocetus                                                                                  |
|  |                                                                                           |

|  | †Basilosaurus |
|  |               |
|  | †Basiloterus  |
|  |               |
|  | †Eocetus      |
|  |               |

|  | \| \| †Basilosaurus \| \| \| \| \| \| †Basiloterus \| \| \| \| \| \| †Eocetus \| \| \| \| |
|  |                                                                                           |
|  | †Platyosphys                                                                              |
|  |                                                                                           |
|  | †Basilosaurus                                                                             |
|  |                                                                                           |
|  | †Basiloterus                                                                              |
|  |                                                                                           |
|  | †Eocetus                                                                                  |
|  |                                                                                           |

|  | †Basilosaurus |
|  |               |
|  | †Basiloterus  |
|  |               |
|  | †Eocetus      |
|  |               |

## Paleobiologia

### Dieta

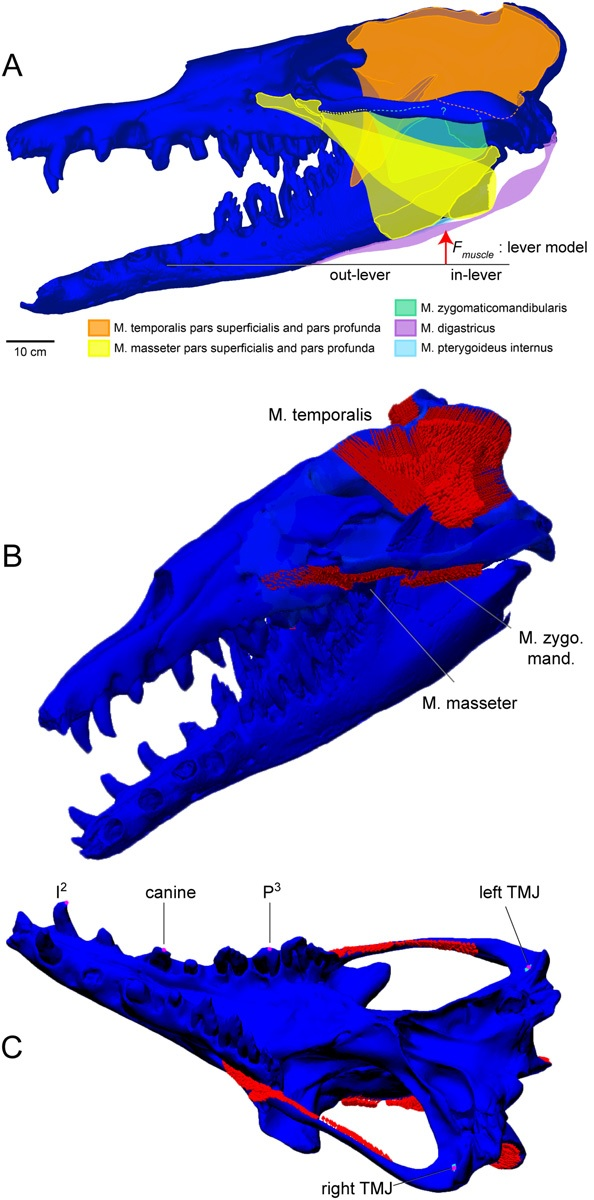
Ricostruzione dei muscoli mandibolari di B. isis

I denti posteriori di Basilosaurus conservavano una morfologia complessa e un'occlusione funzionale, consentendo all'animale di masticare il cibo prima di inghiottirlo. La forte usura dei denti suggerisce che il processo di masticazione fosse una parte fondamentale del comportamento alimentare. Gli scienziati hanno stimato la forza del morso di Basilosaurus isis analizzando le ossa del cranio di un'altra balena preistorica, Dorudon, che presenta segni di morsi attribuibili a Basilosaurus. Si ritiene che Basilosaurus potesse esercitare una forza massima di almeno 16400 newton, forse superando i 20000 newton, rendendolo un predatore estremamente potente.
Le analisi del contenuto dello stomaco di Basilosaurus cetoides hanno rivelato una dieta composta esclusivamente da pesci e grandi squali. Al contrario, i segni di morsi sui crani di giovani Dorudon sono stati associati alla dentatura di Basilosaurus isis, suggerendo una differenza dietetica tra le due specie, analoga a quella osservata in alcune popolazioni moderne di orche. È probabile che Basilosaurus fosse un predatore attivo piuttosto che uno spazzino. La scoperta di giovani Dorudon a Wadi al-Hitan con segni distintivi di morsi sui crani indica che Basilosaurus isis mirava direttamente al cranio delle sue vittime per ucciderle, prima di smembrarle con i denti anteriori. Resti disarticolati di scheletri di Dorudon supportano questa teoria, rafforzando l'idea che Basilosaurus isis fosse il superpredatore del suo tempo, particolarmente attivo nelle aree dove le madri Dorudon si recavano a partorire. Il contenuto dello stomaco di un esemplare adulto di Basilosaurus isis includeva ossa di Dorudon e resti del pesce Pycnodus mokattamensis, confermando la varietà nella dieta della specie.

### Movimento
Basilosaurus aveva una forma del corpo anguilliforme (simile a quella di un'anguilla), dovuta all'allungamento dei centri vertebrali delle vertebre toraciche fino alle vertebre caudali anteriori. In vita, queste vertebre erano piene di midollo e, grazie alle loro dimensioni ingrandite, contribuivano significativamente al galleggiamento. Si ritiene che Basilosaurus nuotasse prevalentemente in due dimensioni, rimanendo vicino alla superficie del mare. Questo contrasta con il comportamento del più piccolo Dorudon, che probabilmente era un nuotatore tridimensionale in grado di immergersi profondamente. L'anatomia scheletrica della coda suggerisce la presenza di una piccola pinna bilobata, che avrebbe fornito un aiuto limitato nel movimento verticale.
Le vertebre toraciche, lombari, sacrali e caudali di dimensioni simili indicano che Basilosaurus si muoveva con un moto anguilliforme, prevalentemente sul piano verticale, in modo simile alle moderne balene, ma con un'ondulazione più accentuata. Il paleontologo Philip D. Gingerich ha ipotizzato che Basilosaurus fosse in grado di utilizzare anche un movimento anguilliforme orizzontale (simile a quello di anguille e serpenti), sebbene in misura limitata, una capacità completamente assente nei cetacei moderni. La muscolatura assiale relativamente debole e le ossa spesse degli arti indicano che Basilosaurus non era adatto per il nuoto ad alta velocità, le immersioni profonde o il movimento sulla terraferma.

## Paleoecologia
Basilosaurus era probabilmente il superpredatore dominante del suo ambiente. Viveva durante l'Eocene, nel caldo e tropicale mare Tetide, un habitat ricco di flora marina, tra cui Thalassodendron, Thalassia (nota anche come erba delle tartarughe) e Halodule. Condivideva questo ecosistema con altri archeoceti, come Dorudon, Cynthiacetus e Basiloterus, nonché con una varietà di altri animali marini e terrestri adattati all'ambiente costiero. Tra questi, il sirenio primitivo Protosiren, il proboscidato Moeritherium, e la tartaruga marina Puppigerus. La fauna marina comprendeva anche diverse specie di squali, tra cui Galeocerdo alabamensis, Physogaleus, Otodus, Squatina prima, Striatolamia, Otodus sokolovi e Isurus praecursor.

## Estinzione

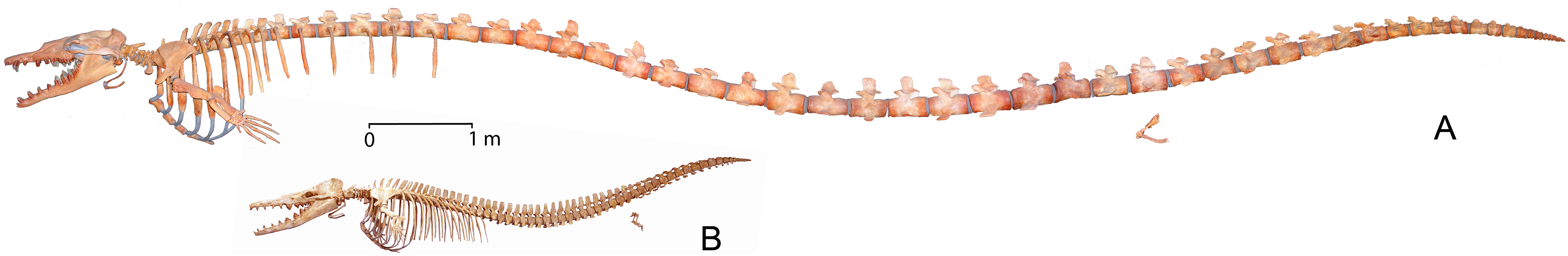
Scheletri di Basilosaurus isis (in alto) e Dorudon atrox (in basso) a confronto

Il record fossile di Basilosaurus sembra concludersi circa 35-33,9 milioni di anni fa. La sua estinzione coincide con l'evento di estinzione dell'Eocene-Oligocene, noto anche come Grande Coupure, avvenuto 33,9 milioni di anni fa. Questo evento causò l'estinzione di quasi tutti gli archeoceti, incluso Basilosaurus, e segnò una significativa trasformazione negli ecosistemi marini e terrestri. Le cause proposte per questa estinzione includono un'intensa attività vulcanica, un impatto di meteoriti o cambiamenti climatici improvvisi, come un rapido raffreddamento del clima. Il raffreddamento potrebbe aver alterato la circolazione oceanica, interrompendo il flusso di nutrienti e causando un declino nelle popolazioni di prede di cui predatori come Basilosaurus dipendevano per la sopravvivenza. Basilosaurus si estinse senza lasciare discendenti, insieme alla maggior parte degli archeoceti. Dopo la loro scomparsa, nuove correnti oceaniche e la risalita delle acque profonde hanno creato un ambiente favorevole per la diversificazione evolutiva dei cetacei moderni (Neoceti). Tra questi, si annoverano le prime balene dentate (Odontoceti) e le balene con fanoni (Mysticeti), che si svilupparono dagli archeoceti più avanzati, i quali avevano già iniziato a evolvere tratti associati ai Neoceti.

## Nella cultura popolare
La specie Basilosaurus cetoides è riconosciuta come fossile di stato sia dell'Alabama che del Mississippi. Durante l'inizio del XIX secolo, i fossili di B. cetoides erano così comuni e di dimensioni così grandi da essere frequentemente utilizzati come mobili negli stati meridionali degli Stati Uniti.
Basilosaurus deve gran parte della sua fama alla sua apparizione nelle serie del franchise Walking with... della BBC. La sua prima apparizione avvenne nel secondo episodio de I predatori della preistoria (2001), dove seguiamo una femmina di B. isis incinta, e successivamente in Mostri del Mare (2003).
Il genere è citato anche nel romanzo Moby Dick di Herman Melville, dove il protagonista Ishmael menziona Basilosaurus nei suoi studi come una possibile balena fossile.

### Letteratura citata
- C. W. Andrews, Further notes on the mammals of the Eocene of Egypt. Part III., in Geological Magazine, 5, vol. 1, n. 5, 1904,  pp. 211-215.
  -  Further notes on the mammals of the Eocene of Egypt. Part III, su paleodb.org (archiviato dall'url originale il 15 novembre 2015).
- C. W. Andrews, A descriptive catalogue of the Tertiary Vertebrata of the Fayûm, Egypt, British Museum (Natural History), 1906.
- L. Agassiz, Letter from Prof. Agassiz, addressed to Dr. Gibbes, dated Charleston, December 23, 1847, in Proceedings of the Academy of Natural Sciences of Philadelphia, vol. 5, 1848. URL consultato il 2 luglio 2013.
- J. F., von Brandt, Über bisher in Russland gefundene Reste von Zeuglodonte, in Mélanges Biologiques Tirés du Bulletin de l'Académie Impériale des Sciences de St. Pétersbourg, vol. 9, 1873,  pp. 111-112.
  -  Uber bisher in Russland gefundene Reste von Zeuglodonten, su paleodb.org (archiviato dall'url originale il 16 marzo 2016).
- Robert Wilson Gibbes, On the fossil genus Basilosaurus, Harlan, (Zeuglodon, Owen,) with a notice of specimens from the Eocene Green Sand of South Carolina, in Journal of the Academy of Natural Sciences of Philadelphia, vol. 1, 1847.
- R. Harlan, Notice of fossil bones found in the Tertiary formation of the State of Louisiana, in Transactions of the American Philosophical Society, vol. 4, 1834,  pp. 397-403.
- R. Kellogg, A review of the Archaeoceti (PDF), Washington, Carnegie Institution of Washington, 1936.
- R. Owen, Observations on the Basilosaurus of Dr. Harlan (Zeuglodon cetoides, Owen), in Transactions of the Geological Society of London, vol. 6, 1839,  pp. 69-79.
  -  Observations on the Basilosaurus of Dr. Harlan (Zeuglodon cetoides), su paleodb.org (archiviato dall'url originale il 16 marzo 2016).
- (EN) Albert Carl Koch, Description of the Hydrarchos harlani : a gigantic fossil reptile: lately discovered by the author in the state of Alabama, B. Owen, printer, 1845.